# Liste antiker Ortsnamen und geographischer Bezeichnungen/Cu
| Lateinischer Name    | Griechischer Name       | Beschreibung                                                 | Heute | Quellen und Verweise | Lage |
| -------------------- | ----------------------- | ------------------------------------------------------------ | --- | -------------------- | ---- |
| Cuarius              |                         |                                                              | | Smith;               |      |
| Cuballum             |                         |                                                              | | Smith;               |      |
| Cubi                 |                         |                                                              | | Smith;               |      |
| Cuccium              |                         | römisches Grenzkastell am niederpannonischen Limes           | im Stadtgebiet von Ilok in Kroatien                                                                        |                      |      |
| Cuculum              |                         |                                                              | | Smith;               |      |
| Cucusus              | Κουκουσσός (Koukoussos) | Stadt in Kataonien                                           | Göksun in der Provinz Kahramanmaraş in der Türkei                                                          | Smith;               |      |
| Cuicul               |                         | Stadt in Numidia                                             | Djémila in Algerien                                                                                        | Smith;               |      |
| Cularo               |                         |                                                              | | Smith;               |      |
| Culchul              |                         |                                                              | | Smith;               |      |
| Cumae                | Κύμη (Kymē)             | Stadt an der Küste von Kampanien                             | Bacoli nordwestlich von Neapel                                                                             | Smith;               |      |
| Cumerus              |                         |                                                              | | Smith;               |      |
| Cunarus Mons         |                         |                                                              | | Smith;               |      |
| Cunaxa               |                         |                                                              | | Smith;               |      |
| Cunei                |                         |                                                              | | Smith;               |      |
| Cunetio              |                         |                                                              | | Smith;               |      |
| Cuneus               | Κούνεος (Kouneos)       | Küstenabschnitt zwischen Kap Sacrum und der Mündung des Anas | Küstenabschnitt zwischen Cabo de São Vicente und der Mündung des Rio Arade an der portugiesischen Südküste | Smith;               |      |
| Cuneus               | Κούνεος (Kouneos)       | Kap östlich von Kap Sacrum an der Küste von Lusitania        | Ponta de Piedade bei Lagos in Portugal                                                                     | Smith;               |      |
| Cunici               |                         |                                                              | | Smith;               |      |
| Cuniculariae Insulae |                         |                                                              | | Smith;               |      |
| Cunistorgis          |                         |                                                              | | Smith;               |      |
| Cuppae               |                         |                                                              | | Smith;               |      |
| Cupra                |                         |                                                              | | Smith;               |      |
| Curalius             |                         |                                                              | | Smith;               |      |
| Cures                |                         |                                                              | | Smith;               |      |
| Curetes              |                         |                                                              | | Smith;               |      |
| Curgia               |                         |                                                              | | Smith;               |      |
| Curia Raetorum       |                         | Stadt in Raetien                                             | Chur in der Schweiz                                                                                        | Smith;               |      |
| Curianum             |                         |                                                              | | Smith;               |      |
| Curias               |                         |                                                              | | Smith;               |      |
| Curicta              | Κουρίκτα (Kourikta)     | Insel vor der illyrischen Küste                              | Krk in der kroatischen Adria                                                                               | Smith;               |      |
| Curiga               |                         |                                                              | | Smith;               |      |
| Curiosolitae         |                         |                                                              | | Smith;               |      |
| Curium               | Κούριον (Kourion)       | Berg in Ätolien                                              | | Smith;               |      |
| Curium               | Κούριον (Kourion)       | Stadt auf Zypern                                             | an der Südwestküste der von Zypern westlich von Limassol                                                   | Smith;               |      |
| Curmiliaca           |                         |                                                              | | Smith;               |      |
| Curta                | Κούρτα (Kourta)         | Stadt in Pannonien                                           | Ormož im Nordosten von Slowenien                                                                           | Smith;               |      |
| Curubis              | Κουραβίς (Kourabis)     | Stadt in Zeugitana                                           | Qurba in Tunesien                                                                                          | Smith;               |      |
| Cusa                 | Κουσα (Kousa)           | Fluss an der Westküste von Mauretania Tingitana              | | Smith;               |      |
| Cusae                | Χοῦσαι (Chousai)        | Stadt in Ägypten                                             | Al-Qusiyya in Ägypten                                                                                      | Smith;               |      |
| Cush                 |                         |                                                              | | Smith;               |      |
| Cusibi               |                         |                                                              | | Smith;               |      |
| Cutatisium           |                         |                                                              | | Smith;               |      |
| Cutiliae             | Κοτυλία (Kotylia)       | Stadt der Sabiner und Heilbad                                | Terme di Cotilia nahe Castel Sant’Angelo im Tal des Velino                                                 | Smith;               |      |
| Cutina               |                         |                                                              | | Smith;               |      |